# Balbisbanan
Musa balbisiana är en enhjärtbladig växtart som beskrevs av Luigi Aloysius Colla. Musa balbisiana ingår i släktet bananer, och familjen bananväxter.

## Underarter
Arten delas in i följande underarter:
- M. b. balbisiana
- M. b. liukiuensis
- M. b. andamanica
- M. b. brachycarpa

## Bildgalleri

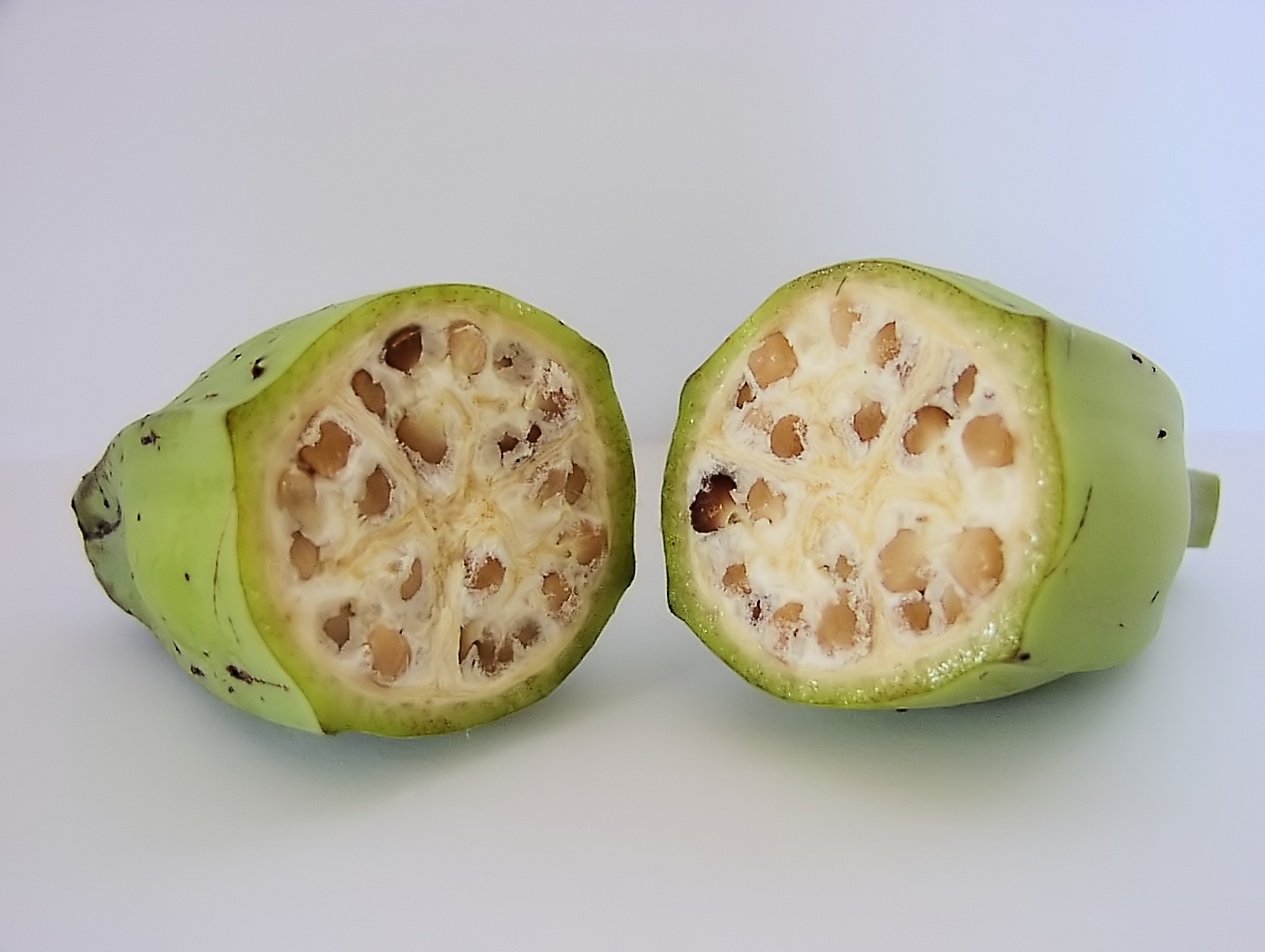
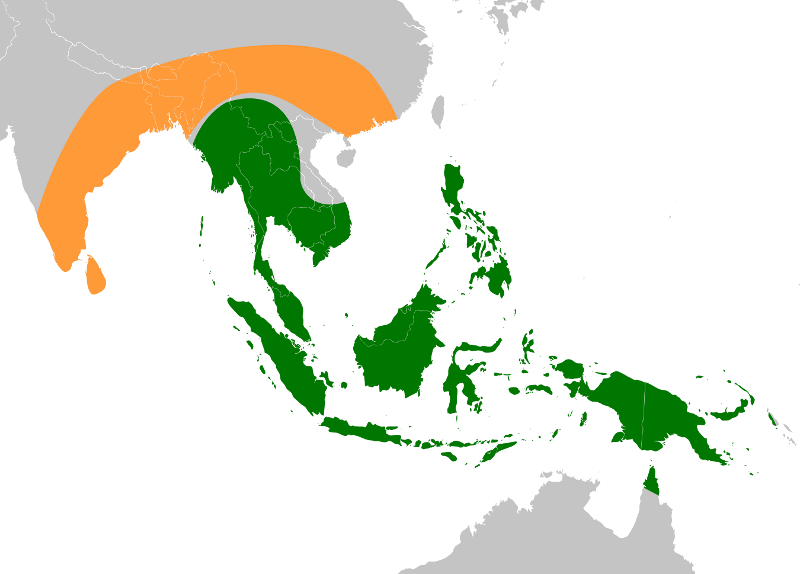
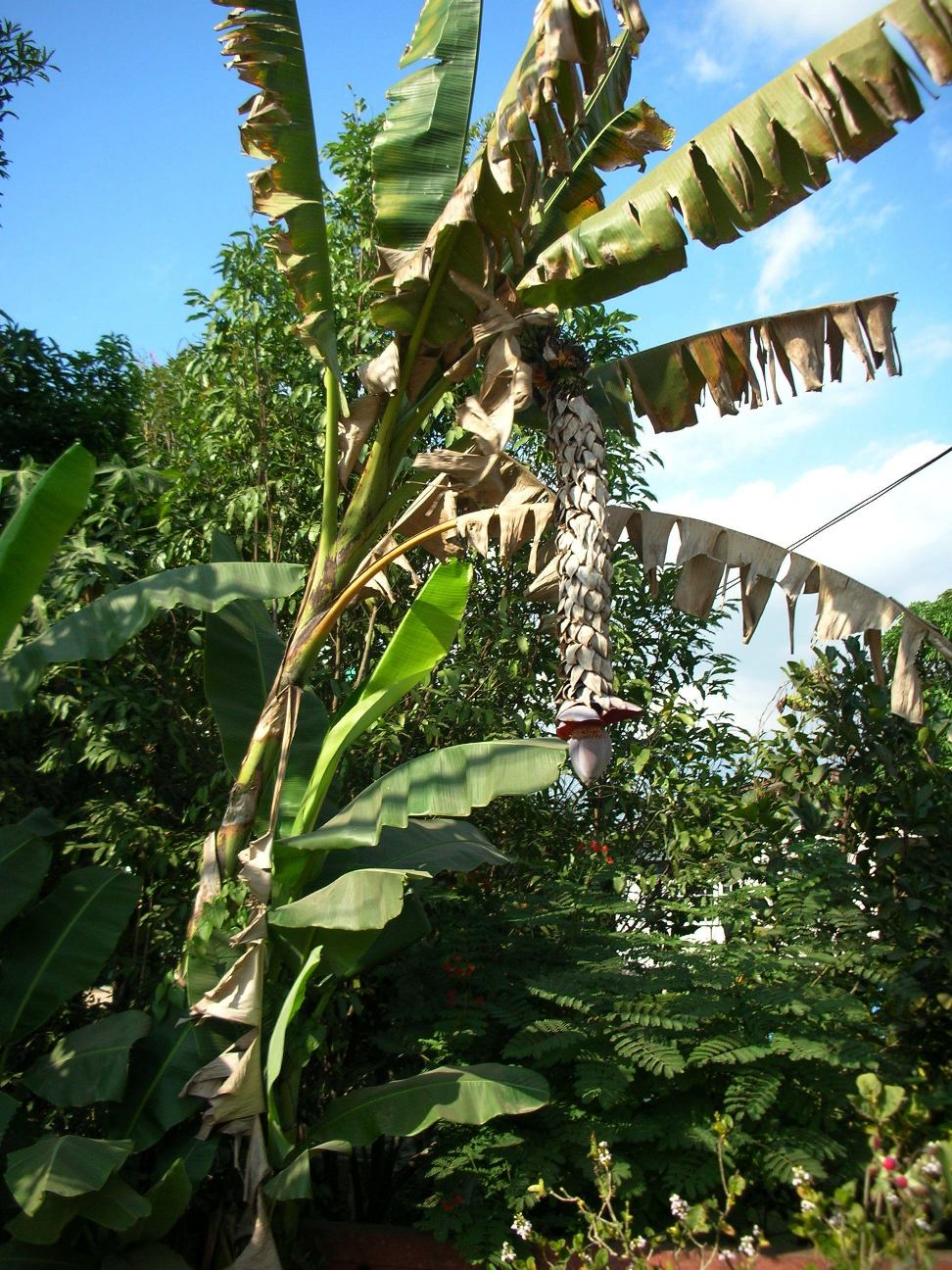
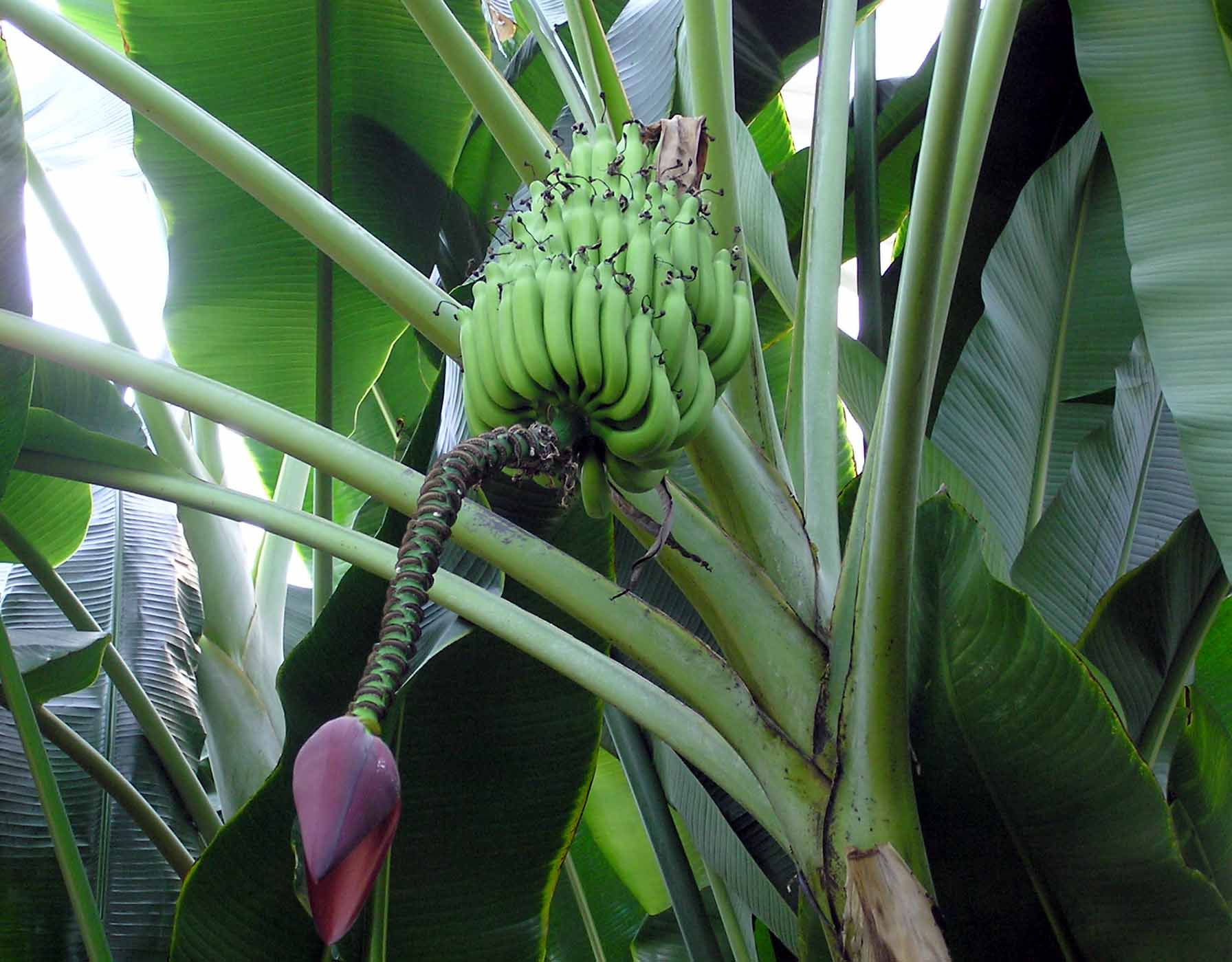